# مجانه
مجانه (به عربی: مجانة) یک شهرداری در الجزایر است که در استان برج بوعریریج واقع شده‌است.
 مجانه  ۱۶٬۱۱۲ نفر جمعیت دارد.